# Бараке (Терамо)
Бараке (итал. Barracche) је насеље у Италији у округу Терамо, региону Абруцо.
Према процени из 2011. у насељу је живело 45 становника. Насеље се налази на надморској висини од 147 м.